# Emerson (Manitoba)
Pour les articles homonymes, voir Emerson.
Emerson est un district urbain local appartenant à la municipalité d'Emerson-Franklin, situé dans la province du Manitoba, au Canada.

## Géographie
Emerson est situé à l'extrémité sud du Manitoba, près de la frontière américano-canadienne, à 95 km de Winnipeg. C'est la dernière ville avant les États-Unis face aux États du Dakota du Nord et du Minnesota.

### Climat
| Mois                                  | jan.       | fév.       | mars       | avril      | mai        | juin      | jui.      | août      | sep.       | oct.       | nov.      | déc.       | année          |
| ------------------------------------- | ---------- | ---------- | ---------- | ---------- | ---------- | --------- | --------- | --------- | ---------- | ---------- | --------- | ---------- | -------------- |
| Température minimale moyenne (°C)     | −22        | −18,3      | −10,6      | −1,1       | 6,3        | 11,3      | 13,5      | 12,2      | 6,9        | 0,7        | −8,7      | −17,7      | −2,3           |
| Température moyenne (°C)              | −17,1      | −13,2      | −5,6       | 5,1        | 13,5       | 17,8      | 19,8      | 18,9      | 13,1       | 6,1        | −4,7      | −13        | 3,4            |
| Température maximale moyenne (°C)     | −12,1      | −8         | −0,6       | 11,3       | 20,6       | 24,2      | 26,1      | 25,5      | 19,2       | 11,6       | −0,7      | −8,4       | 9,1            |
| Record de froid (°C) date du record   | −44,4 1899 | −46,7 1899 | −38,9 1962 | −26,1 1970 | −10,6 1878 | −3,3 1945 | 1,1 1948  | −1,1 1935 | −12,2 1929 | −21,1 1936 | −40 1985  | −40,6 1967 | −46,7 9/2/1899 |
| Record de chaleur (°C) date du record | 7,8 1952   | 15,6 1958  | 23,3 1946  | 37,2 1952  | 41,1 1934  | 40 1933   | 44,4 1936 | 39,5 1988 | 38,5 1983  | 33 1992    | 22,2 1975 | 9,4 1877   | 44,4 12/7/1936 |
| Précipitations (mm)                   | 25,9       | 21,3       | 24,8       | 30,7       | 57,3       | 87,4      | 84,8      | 72,9      | 56,2       | 42,3       | 31        | 28,2       | 562,6          |
| dont neige (cm)                       | 25,5       | 20,8       | 16         | 7          | 0,2        | 0         | 0         | 0         | 0,1        | 6,1        | 21,9      | 24,9       | 122,5          |
| Nombre de jours avec précipitations   | 9,7        | 8,2        | 8          | 6,2        | 9          | 11,3      | 11,2      | 10        | 9          | 8,5        | 8,5       | 9          | 108,6          |
| Nombre de jours avec neige            | 9,6        | 7,8        | 6,3        | 2          | 0,2        | 0         | 0         | 0         | 0,04       | 1,4        | 6,9       | 8,6        | 42,7           |

| Diagramme climatique                                  |             |               |              |             |              |              |              |             |             |            |               |
| J                                                     | F           | M             | A            | M           | J            | J            | A            | S           | O           | N          | D             |
| −12,1−2225,9                                          | −8−18,321,3 | −0,6−10,624,8 | 11,3−1,130,7 | 20,66,357,3 | 24,211,387,4 | 26,113,584,8 | 25,512,272,9 | 19,26,956,2 | 11,60,742,3 | −0,7−8,731 | −8,4−17,728,2 |
| Moyennes : • Temp. maxi et mini °C • Précipitation mm |             |               |              |             |              |              |              |             |             |            |               |

## Histoire
La municipalité est créée le 3 novembre 1879 et porte ce nom en l'honneur de l'écrivain Ralph Waldo Emerson.
Le 1er janvier 2015, elle est supprimée et fusionnée avec Franklin pour former la municipalité d'Emerson-Franklin.

## Politique et administration
Avant 2015, Emerson était dirigé par un conseil de cinq membres, dont le maire, élus par les habitants de la ville. Devenu un district urbain local, le village dispose de deux sièges au conseil municipal d'Emerson-Franklin. 